# Dag van de Tibetaanse Opstand
De Dag van de Tibetaanse Opstand is een jaarlijkse herdenkingsdag op 10 maart, waarbij Tibetaanse ballingen de opstand in Tibet van 1959 gedenken en het verlies van de eigen regering over Tibet. De volksopstand van 1959 had tot gevolg dat dalai lama Tenzin Gyatso op 17 maart het land moest ontvluchten naar McLeod Ganj, nabij Dharamsala in Noord-India en daar de Tibetaanse regering in ballingschap moest voortzetten. Op de jaarlijkse herdenkingsdag houdt de dalai lama vaak een toespraak.
De dag wordt jaarlijks door verschillende Tibetaanse organisaties in ballingschap aangegrepen om hun steun uit te spreken voor een vrij Tibet of protesten en campagnes te organiseren om de aandacht te vestigen op de situatie in Tibet. Op deze dag braken in de Tibetaanse regio's en de gebieden met veel Tibetanen, zoals de TAR, Sichuan, Qinghai en de prefecturen Dêqên en Gannan, verschillende malen opstanden uit (in de periode 1987-1993 en in 2008 in de aanloop naar de Olympische Zomerspelen 2008).
Het Nationaal Volkscongres (het parlement van de Volksrepubliek China) stelde in 2009 een tegenhanger in, de Dag van de Tibetaanse Slavenemancipatie. Dit is een herdenkingsdag die sindsdien jaarlijks op 28 maart in de Volksrepubliek China wordt gevierd. Volgens het Nationaal Congres maakte het Volksbevrijdingsleger op 28 maart 1959 een einde aan de feodale onderdrukking en de religieuze dictatuur in de Tibetaanse Autonome Regio. Volgens het congres zou de elite ongeveer een miljoen Tibetanen (indertijd 90% van de bevolking) gebruikt hebben als slaaf. De Tibetaanse regering in ballingschap erkent dat er horigen waren in Tibet, maar ontkent dat het om 90% van de bevolking ging. Volgens haar was 10-20% van de bevolking horige.